# Лабус, Джованни
Джованни Лабус (итал. Giovanni Labus; 10 апреля 1775, Брешиа — 6 октября 1853, Милан) — итальянский историк, археолог и теолог.
Один из первых членов Венской Императорской академии наук (1847), корреспондент Берлинской академии наук (1843).
Первоначально учился в семинарии, затем изучал классическую филологию — сперва в Брешии, затем в Париже и в Лейденском университете, в 1806 г. получил степень бакалавра права в Болонье. В молодости занимался журналистикой, издавал газету «Giornale Democratico», симпатизировавшую Французской революции и поддерживавшую установление Цизальпинской республики. В дальнейшем был лоялен к монархическому режиму и католичеству, жил и работал, в основном, в Милане. К концу жизни занимал должность секретаря Ломбардского королевского института науки, литературы и искусства.
Наиболее известные труды Лабуса в области древней истории относятся к изучению древних надписей. Отдельными изданиями вышли работы «Древний жертвенник, обнаруженный в Хайнбурге господином советником Стефано Майнони» (итал. Ara antica scoperta in Hainburgo dal Signor Consigliere Stefano Nobile de Mainoni; 1820) и «О латинской надписи, обнаруженной в Египте путешественником Бельцони» (итал. Di un’Epigrafe latina scoperta in Egitto dal viaggiatore G. B. Belzoni; 1826). Деятельность Лабуса в области церковной истории и агиографии отражена, прежде всего, в 12-томном труде «Церковные праздники» (итал. I Fasti della chiesa nelle vite dei Santi; 1824—1833); он также выпустил обзор «Главнейшие храмы Европы» (итал. Le Chiese principali d’Europa; 1824). Лабусом были подготовлены иллюстрированные издания, посвящённые музейным коллекциям Мантуи и Брешии. Он редактировал и комментировал посмертные переиздания трудов Эннио Квирино Висконти.
Имя Лабуса носят улица в Милане и площадь в Брешии.